# 智慧語
智慧語（英語：Word of Wisdom）是由耶穌基督後期聖徒教會出版書籍《教義和聖約》中的一個章節，這本書被其下許多教會認為是神的啟示。該名稱也是該段經文中關於健康規章的名稱，耶穌基督後期聖徒教會、摩爾門教基本教義派以及少部分其他後期聖徒教會派別以此進行嚴格的飲食實踐。在耶穌基督後期聖徒教會中，遵守智慧語是目前洗禮、進行全職傳教工作、參與教會學校以及進入聖殿的先決條件；然而，違反智慧語並非處以絕罰或其他紀律處分的理由。
該段經文不鼓勵「強烈飲品」與酒類（在某些情況下包含聖餐酒，而在部分教派當中已經改用聖餐水取代）、非藥用菸品、「熱飲」以及逾越「保守」的肉品；在經文中還建議食用藥草、水果、穀物以及穀物製成的「溫和飲品」。在後期聖徒教會中，對於肉類沒有嚴格限制，但禁止啤酒在內的所有酒精飲品；而該教會認為「熱飲」意指咖啡與茶。